# Архиепархия Омахи
Архиепархия Омахи (лат. Archidioecesis Omahensis) — архиепархия Римско-Католической церкви в городе Омаха, штат Небраска, США. В митрополию Омахи входят епархии Гранд-Айленда, Линкольна. Кафедральным собором архиепархии Омахи является Собор святой Цецилии.

## История
6 января 1857 года Святой Престол учредил Апостольский викариат Небраски, выделив его из Апостольского викариата Индейских территорий к востоку от Скалистых гор (сегодня — Архиепархия Канзас-Сити).
5 марта 1883 года Апостольский викариат Небраски передал часть своей территории Апостольскому викариату Монтаны (сегодня — Епархия Хелены).
2 октября 1885 года Апостольский викариат Небраски был преобразован в епархию Омахи.
2 августа 1887 года епархия Омахи передала часть своей территории новым епархии Шайенна и епархии Линкольна. 8 марта 1912 года и 13 мая 1916 года епархия Омахи передала часть своей территории епархии Керни (сегодня — Епархия Гранд-Айленда).
4 августа 1945 года епархия Омахи была возведена в ранг архиепархии.

## Ординарии архиепархии
- епископ Джеймс Майкл Майлз О’Горман[англ.], O.C.S.O. (18.01.1859 — 04.07.1874)
- епископ Джеймс О’Коннор[англ.] (26.06.1876 — 27.05.1890)
- епископ Ричард Скэннелл[англ.] (30.01.1891 — 08.01.1916)
- епископ Джереми Джеймс Харти (16.05.1916 — 29.10.1927)
- епископ Джозеф Фрэнсис Раммель[англ.] (30.03.1928 — 09.03.1935) — назначен архиепископом Нового Орлеана
- архиепископ Джеймс Хью Райан[англ.] (03.08.1935 — 23.11.1947)
- архиепископ Джеральд Томас Берган[англ.] (07.02.1948 — 11.06.1969)
- архиепископ Дэниел Юджин Шиэн[англ.] (11.06.1969 — 04.05.1993)
- архиепископ Элден Фрэнсис Кёртисс[англ.] (04.05.1993 — 03.06.2009)
- архиепископ Джордж Джозеф Лукас[англ.] (03.07.2009 — 31.03.2025)
- архиепископ Майкл Джордж Макговерн[англ.] (с 31.03.2025)

## Источник
- Annuario Pontificio, Libreria Editrice Vaticana, Città del Vaticano, 2003, ISBN 88-209-7422-3.